# Derfflinger (Schiff, 1681)
Die Fleute Derfflinger war ein Schiff der Kurbrandenburgischen Marine, das 1681 im Auftrag des Kurfürsten Friedrich Wilhelm vom niederländischen Reeder Benjamin Raule erworben wurde. Bis 1684 fuhr das Schiff unter dem Namen Wolkensäule, 1685 wurde es zu Ehren des preußischen Generalfeldmarschalls Georg von Derfflinger nach diesem benannt. Die Fleute war 110 Fuß lang (33,5 m), 23 Fuß breit (7 m) und hatte eine Tragfähigkeit von 170 Lasten (340 t). Ihre Takelung bestand aus Bugspriet mit Sprietmast, Fock- und Großmast mit je zwei Rahsegeln sowie dem Kreuzmast mit einem Lateinsegel. Ihre Bewaffnung bestand abhängig von der jeweiligen Aufgabe aus sechs bis sechzehn Kanonen. Als Stammbesatzung werden fünfzehn bis zwanzig Mann angegeben.
Von 1686 bis 1693 unternahm die Derfflinger Fahrten nach Westafrika und Indien. 1693 wurde das Schiff von einem französischen Kaperschiff erobert und danach von einer englischen Fregatte aufgebracht. Das Schiff wurde gegen Bergelohn an Brandenburg zurückgegeben und im darauffolgenden Jahr in Emden weiterverkauft.